# Liber daticus vetustior
Liber daticus vetustior (stundtals endast refererad till som Liber daticus; på svenska ordagrant Den äldre gåvoboken men även känd som Lunds domkyrkas martyrologium) är en medeltida handskrift från Lunds domkyrka vilken numera förvaras på Lunds universitetsbibliotek. Skriften är ursprungligen fransk (möjligen från Metz eller Reims) och har daterats till cirka 1135. Till sitt grundläggande innehåll är den ett martyrologium, det vill säga ett helgonkalendarium med kortfattade levnadsbeskrivningar.
Liber daticus (plural libri datici, latin gåvobok) är det allmänt gängse namnet på två av de medeltida nekrologierna från Lund; det har uppkommit därigenom, att en statut av ärkebiskop Jens Grand från 1293, i vilken namnet förekommer, av Mogens Madsen och efter honom av Kilian Stobæus, Lagerbring och Langebek utan grund ansetts gälla en eller båda nekrologierna.

## Liber daticus Lundensis vetustior
Det förnämligare av de två nekrologierna, Liber daticus Lundensis vetustior ("den äldre gåvoboken från Lund"), ett pergamentsmanuskript i folio på 133 blad i Lunds universitetsbibliotek, är upplagt 1139–46 och har till sin uppställning formen av ett kalendarium. Efter de gammalromerska benämningarna på årets dagar har införts de till varje dag hörande helgonnamnen jämte utdrag av legender, huvudsakligen stammande från ett av biskop Ado av Vienne författat martyrologium. Efter legendutdragen lämnades vid bokens uppläggande en plats öppen vid varje dag, där under årens lopp, vanligen med en kort biografisk notis, namnen på de personer skrevs in, vilkas anniversarier skulle firas, varjämte en anteckning gjordes om de gods, som de skänkt till kyrkan.
Sedan boken kommit till Lund (troligen genom ärkebiskop Eskil) har den bland annat kompletterats med även en levnadsbeskrivning över Knut den helige. Icke minst har dock prästerna i Lunds domkyrka under en period om nära 300 år (1140–1410) försett handskriften med marginalanteckningar rörande lokala avlidna, vilket gör den till en mycket värdefull källa till inte bara Lunds utan även Skånes och Danmarks medeltida historia. Anteckningarna omfattar även äldre uppgifter, där den äldsta är en notering om biskop Egino av Lund, död 1072. Bokens begagnande upphörde först mellan åren 1410–18. Under den långa tid, som den varit i bruk, har emellertid icke det knappa utrymme, som lämnats vid varje dag, räckt till; man har därför dels i marginalerna tillfogat nya notiser, dels utraderat äldre och på deras plats skrivit in nya.

## Liber daticus Lundensis recentior
Liber daticus Lundensis recentior ("den yngre gåvoboken från Lund"), ett pergamentsmanuskript i folio på 58 blad i Riksarkivet i Köpenhamn, är upplagt omkring 1268 och överensstämmer till sin uppställning med den äldre Liber daticus; dock saknas helgonnamnen och legendutdragen. Till densamma har såväl vid tiden för dess uppläggande som omkring 1344 överförts äldre notiser, huvudsakligen hämtade från den äldre Liber daticus, men även till ett ringa antal från ett nu förlorat nekrologium. Nya notiser har däremot endast till ett fåtal skrivits in, och boken slutar kort efter 1344.
Tillsammans är de båda Libri datici en av de förnämsta källorna till Skånes och Danmarks medeltidshistoria samt genom den samtidighet, som utmärker deras uppgifter, även en av de tillförlitligaste.
Liber daticus vetustior utgavs i tryckt form av C. Werke i såväl Danmark som Sverige 1884–89, samt 2015 i E. Nilsson Nylander (red.), Mellan evighet och vardag. Lunds domkyrkas martyrologium. Liber daticus vetustior (den äldre gåvoboken). Studier och faksimilutgåva.